# Женская сборная Ганы по баскетболу 3×3
Женская сборная Ганы по баскетболу 3×3 представляет Гану на международных соревнованиях по баскетболу 3×3. Управляющим органом является Ассоциация баскетбола Ганы (англ. Amateur Basketball Association of Ghana, GBBA, Ghana Basketball).
По состоянию на 22 сентября 2024, женская сборная Ганы по баскетболу 3×3 занимает 95-е место в мировом рейтинге ФИБА женских сборных по баскетболу 3×3.

## Результаты выступлений
| Турнир           | Золото | Серебро | Бронза | Всего |
| ---------------- | ------ | ------- | ------ | ----- |
| Чемпионат Африки | —      | —       | —      | —     |
| Африканские игры | —      | —       | —      | —     |
| Итого            | —      | —       | —      | —     |

### Чемпионат Африки
| Год        | Место          | Игры           | Победы         | Поражения      | Состав команды                                                             |
| ---------- | -------------- | -------------- | -------------- | -------------- | -------------------------------------------------------------------------- |
| Ломе 2017  | 6              | 4              | 2              | 2              | C******* A*****, Felicia Martey, Mavis Naki Matey, Promise Nana Afia Ofori |
| Ломе 2018  | 12             | 2              | 0              | 2              | C******* A*****, Mavis Naki Matey, Georgina Ntow, Balikisu Saleem Sadat    |
| 2019—н. в. | не участвовали | не участвовали | не участвовали | не участвовали | не участвовали                                                             |

### Африканские игры
| Год        | Место          | Игры           | Победы         | Поражения      | Состав команды                                                                              |
| ---------- | -------------- | -------------- | -------------- | -------------- | ------------------------------------------------------------------------------------------- |
| 2019       | не участвовали | не участвовали | не участвовали | не участвовали | не участвовали                                                                              |
| Аккра 2023 | 7              | 4              | 2              | 2              | Hannah Owusua Boadu Amoako, Ezequeen Dadzie, Margaret Asabea Darko, Tenequah Ottei Nyamekye |